# Charles T. Studd
Charles Thomas Studd (* 2. Dezember 1860 in Spratton, Northamptonshire, England; † 16. Juli 1931 in Ibambi, heute Demokratische Republik Kongo) war ein englischer Cricketspieler, evangelischer Missionar in China, Indien und Afrika und Gründer der evangelischen Missionsgesellschaft Weltweiter Evangelisationskreuzzug WEK (heute: WEC International – Weltweiter Einsatz für Christus – Worldwide Evangelisation for Christ).

## Leben

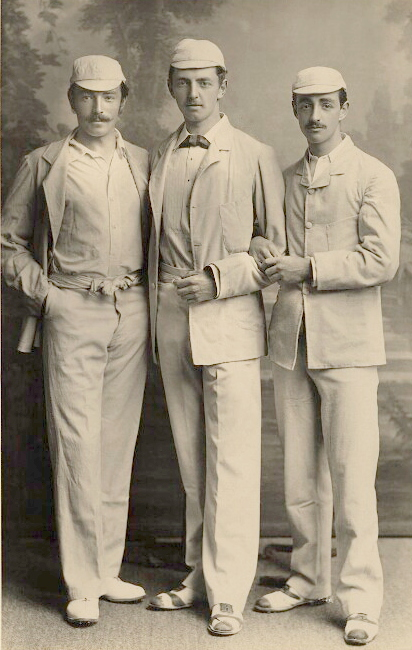
Charles Thomas Studd (Mitte) mit seinen Brüdern Kynaston (links) und George (rechts)

Studd war der Sohn des wohlhabenden Edward Studd, hatte fünf Brüder und eine Schwester, Priscilla. Der Vater, drei seiner Brüder und er wurden entschiedene Christen während einer Evangelisationskampagne von Dwight Lyman Moody und Ira David Sankey in England. Er besuchte das Eton College, dann das Trinity College in Cambridge und war ein erfolgreicher Cricketspieler.
Sein First-Class-Debüt absolvierte er 1879 und spielte in der Folge für Middlesex. Sein Debüt in der Nationalmannschaft gab er beim Besuch der australischen Mannschaft im Sommer 1882, wo er jedoch keinen Run erzielte. Dennoch wurde er von Kapitän Ivo Bligh in der Saison 1882/83 nach Australien mitgenommen. Dabei war seine beste Leistung 48 Runs im abschließenden Test. er beendete seine First-Class-Karriere in der Saison 1902/03. 1883 graduierte er in Cambridge.
Er zählte mit Montagu Harry Proctor Beauchamp, Stanley P. Smith, Arthur T. Polhill-Turner, Dixon Edward Hoste, Cecil H. Polhill-Turner, William Wharton Cassells zu den „Cambridge Seven“, die in Cambridge studiert hatten und 1885 nach China gingen, um den Chinamissionar Hudson Taylor bei der Weitergabe des Evangeliums von Jesus Christus zu unterstützen. 1887 verschenkte er einen beachtlichen Teil seines Vermögens (25.000 englische Pfund) an zehn andere Missionare und Missionsgesellschaften, um seine Opferbereitschaft und seine Hingabe an Gott zu zeigen. 1888 heiratete Studd in China Priscilla Stewart, und aus ihrer Ehe gingen vier Töchter und zwei Söhne hervor.
1900–1906 war Studd Pastor einer Kirche in Ootacamund in Tamil Nadu, im Süden Indiens. Durch einen deutschstämmigen britischen Missionar namens Karl Kumm wurde er auf unerreichte Gebiete im Zentrum Afrikas aufmerksam gemacht, wo Menschen noch nie das Evangelium von Jesus Christus gehört hätten. 1910 reiste er deshalb in den Sudan und nach Zentralafrika, was danach zur Errichtung einer Afrika-Missionsgesellschaft (englischer Name: Heart of Africa Mission) mit Sitz in London führte. Lord Radstock war einer seiner Unterstützer. 1913 besuchte Studd mit Alfred Buxton Belgisch-Kongo und etablierte dort vier Missionsstationen. 1916 expandierte seine Missionsgesellschaft nach Südamerika und Asien und wurde so zum Weltweiten Evangelisationskreuzzug WEK. Studd weilte danach noch mehrmals im Kongo und baute in Ibambi sein Zentrum auf, während seine krankgewordene Frau Priscilla ihn von zuhause in London unterstützte, wo sie 1929 starb. Studd arbeitete weiter in Ibambi bis zu seinem Tod, wo er 1931 an unbehandelten Gallensteinen starb.
Norman Grubb, der mit Studds Tochter Pauline verheiratet war und mit ihm zusammengearbeitet hatte, führte die Missionsgesellschaft WEK im Sinn von Studd weiter.

## Werke
- Christ's Etceteras, 1915
- The Chocolate Soldier: Heroism: The Lost Chord of Christianity, 1916

### Deutsche Übersetzungen
- Der Schokoladensoldat oder wo sind die Helden der Christenheit? Adullam, Grasbrunn 2007. ISBN 978-3-93148-478-1